# Viersener Straße 56 (Mönchengladbach)

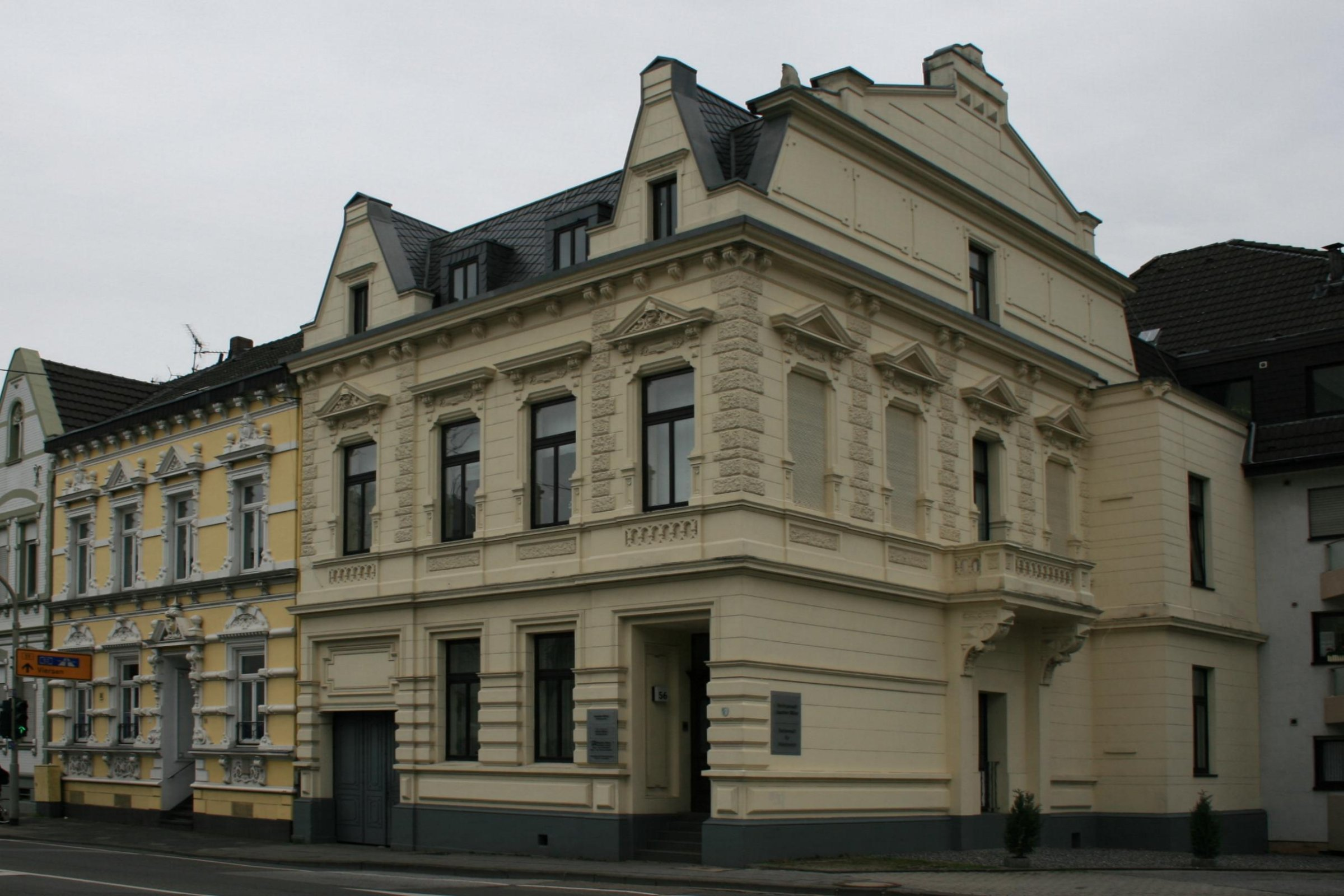
Wohnhaus (2010)

Das Wohnhaus Viersener Straße 56 steht in Mönchengladbach (Nordrhein-Westfalen).
Das Gebäude wurde um die Jahrhundertwende erbaut und unter Nr. V 005 am 4. Dezember 1984 in die Denkmalliste der Stadt Mönchengladbach eingetragen.

## Lage
Das Gebäude Viersener Straße 56 liegt in der Oberstadt am neuen Wasserturm als Kopfgebäude neben der Brücke über die Hohenzollernstraße. 

## Architektur
Das zweigeschossige Wohnhaus mit Mansarddach zeigt seinen Hauptgiebel nach Süden Richtung Alter Markt. Die Seite zur Viersener Straße ist durch zwei Giebelstellungen im Mansarddachbereich betont.